# 吳明德
吳明德 博士（英語：Dr. Victor NG Ming Tak，1957年—），香港銀行家，現居英國，三哥為已故「三料議員」（區議員、區域市政局議員、香港立法局議員）吳明欽，香港浸會大學工商管理博士、澳門東亞大學工商管理碩士及香港浸會學院工商管理學系榮譽文憑。

## 背景
1961年，四歲的吳明德與三名兄長跟隨母親從廣東汕頭偷渡來港與父親團聚，來港後先住在筲箕灣，再定居長沙灣廉租屋邨長沙灣邨。由於家境清寒，需要分擔家人日常生活的重擔，從入讀長沙灣官立小學三年級開始便要半工讀。他年少反叛，是邨內的童黨領袖，於1970年入讀九龍工業學校，直至十八歲某天被仇家伏擊被斬至重傷，始浪子回頭，改過遷善，自此勤奮學習，篤行力學。於1977年考進香港浸會學院工商管理學系。1981年畢業後，廿四歲的吳明德加入新鴻基銀行的管理培訓班，開始在銀行工作，至1989年吳明德取得澳門東亞大學的工商管理碩士學位，並於1996年晉升為美國銀行(亞洲)高級副總裁。2000年美國銀行保送吳明德往美國弗吉尼亞大學修讀職業銀行家的專業文憑。吳明德曾出任美國銀行（亞洲）多個高管職位，負責職務包括貸款產品研發、個入及商業銀行業務推廣、銀行網點及渠道管理、銀行營銷營運和管理等；於2006年起，數度獲委任為跨國銀行和金融機構收購合併的項目總監。
吳明德於2010年報讀香港浸會大學工商管理博士課程，把收購合併和變革管理作為博士論文主題，並於2013年獲頒授優異學術成就獎畢業。畢業論文亦於2019年刊登於《Asia Pacific Journal of Management》。
在進入社會工作的首十多年，吳明德藉著工餘時間跟隨三哥時任立法局議員吳明欽，積極參與社會活動和服務，幫助弱勢社群。惟吳明欽不幸於1992年因血癌逝世，令吳明德頓時肩負教導三哥一對三、五歲兒女的責任；雖然壓力加大了，但也沒有動搖吳明德繼續為家庭、社會、事業和個人的理想奮鬥。 2013年，香港浸會大學於吳明德博士畢業後，委任他為客座副教授，並聘任了他在廣州、深圳、上海和珠海作為兼職教授香港浸會大學在當地的工商管理碩士課程。2017年，吳明德同時獲香港恒生大學委任為客座副教授，並領導企業管理、營銷及變革管理課程。

## 書籍創作
- 《逆轉勝 — 這場運動已經幫香港賺進了28萬億》（2020年），好年華出版社，ISBN 9789887452188。
- 《金融覺醒 — 新一波財富轉移》（2021年），好年華出版社，ISBN 9789887570820。
- 《在明明德》（2024年），好年華出版社，ISBN 9789887054245。
- 《Asia Pacific Journal of Management》，Asia Pacific Journal of Management，Volume 36, pages 1023–1051, (2019)。

## 外部連結
- 吳明德的Facebook專頁
- YouTube上的吳明德頻道
- 吳明德的Instagram帳戶
- 畢業論文：《Should I stay or should I go? understanding employees' decisions to leave after mergers in Hong Kong’s banking industry》